# Turczynówka
Turczynówka (ukr. Турчинівка, Turczyniwka) – wieś w rejonie żytomierskim obwodu żytomierskiego.
Wieś położona w województwie kijowskim należała  w 1739 roku do klucza Cudnów Lubomirskich.

## Pałac
W XIX w. wzbogacona rodzina chłopska Mikołaja Tereszczenki zbudowała pałac w stylu neogotyckim i neorenesansowym i utworzyła park. Dwukondygnacyjny obiekt zbudowany z czerwonej cegły  w latach 1899-1900 powstał na planie prostokąta. Z lewej strony budynku znajduje się wieża zwieńczona iglicą. Cały kompleks składa się z pałacu, budynku gospodarczego, dworku, ogrodzenia i bramy do parku. W czasach ZSRR pałac mieścił zawodową szkołę rolniczą, potem szkołę rolniczą.

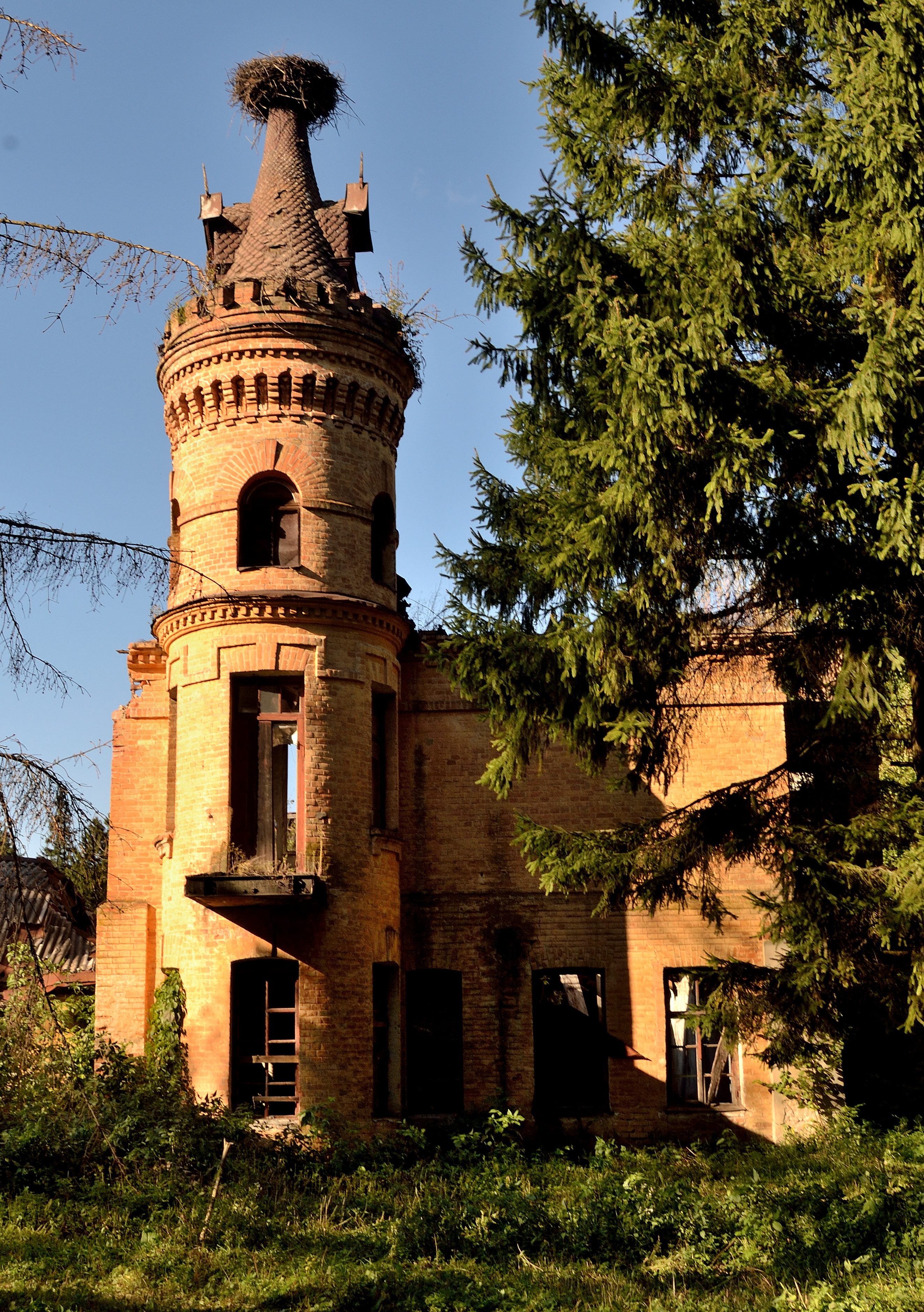
Wieża
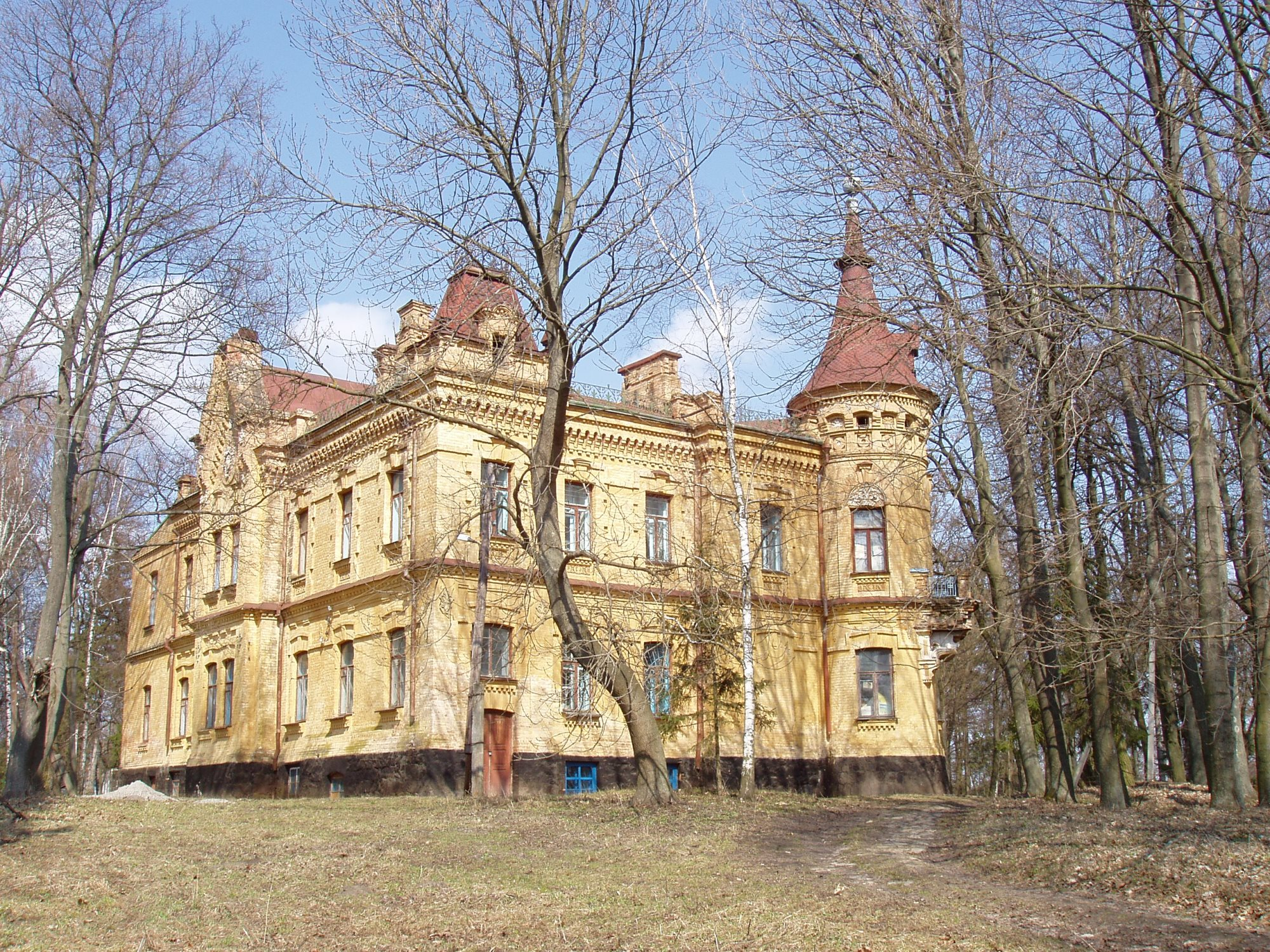
Pałac
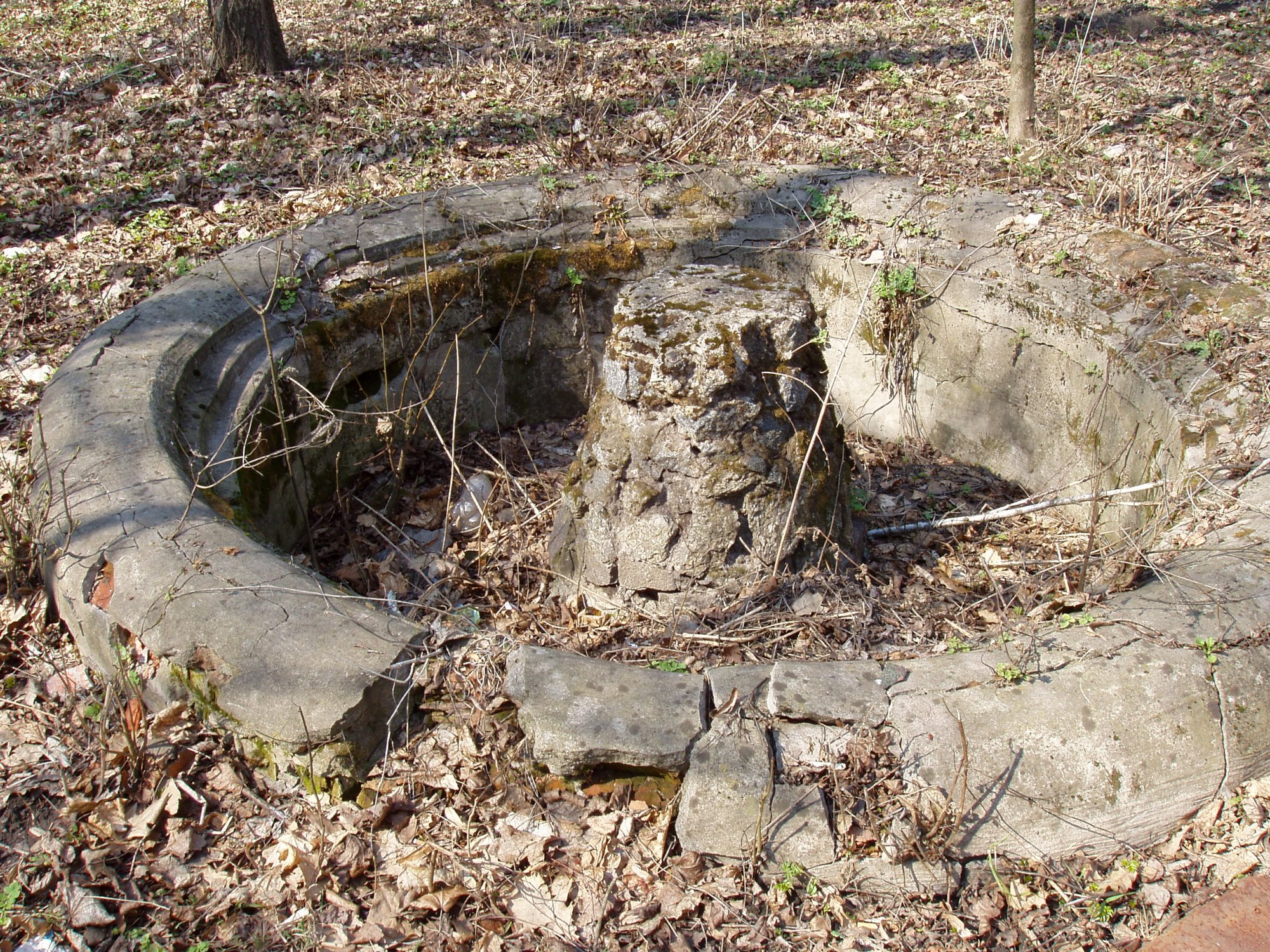
Fontanna w parku
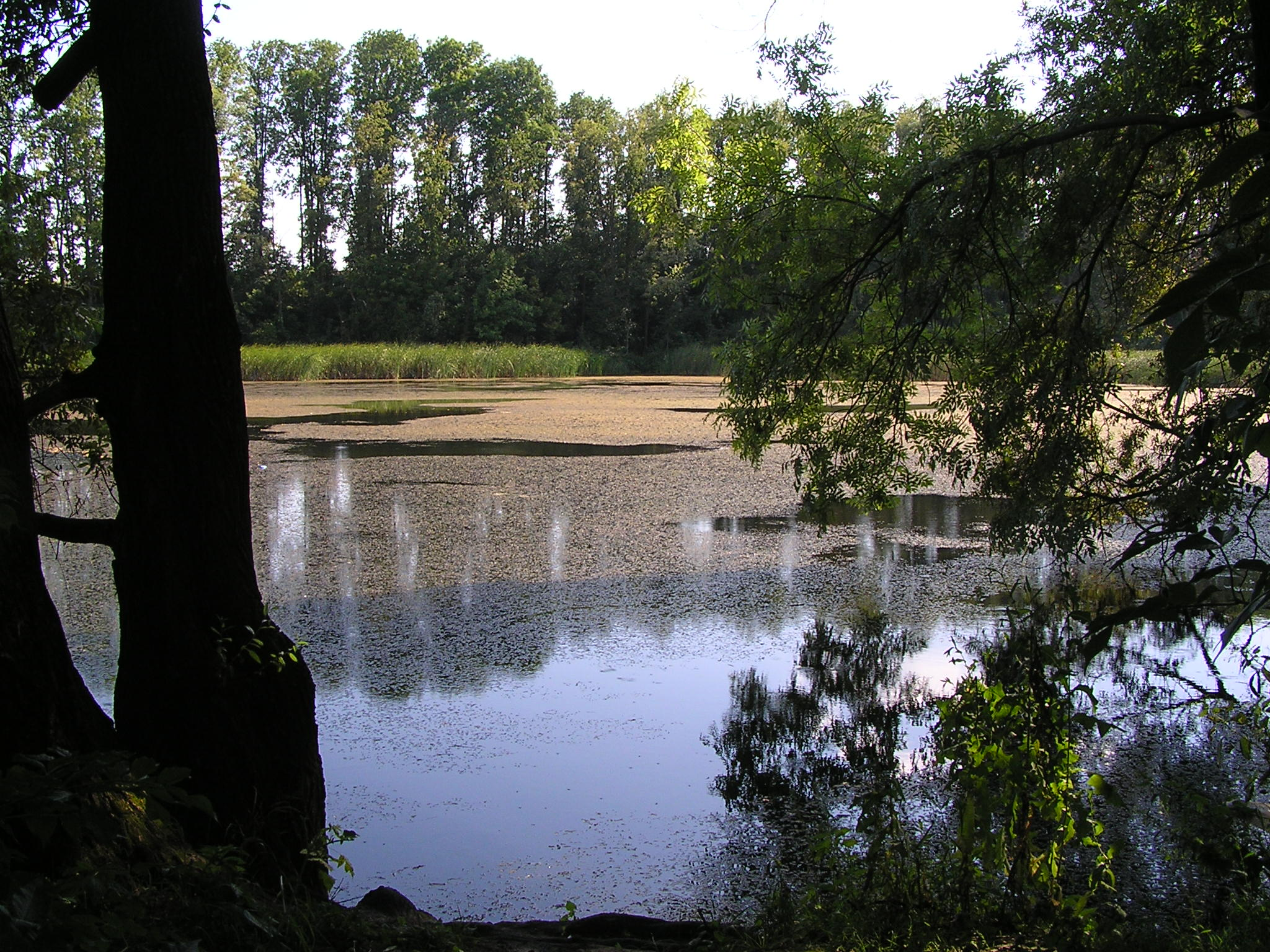
Staw